# Dolna Kamienna I
Dolna Kamienna I – osiedle administracyjne Skarżyska-Kamiennej, usytuowane w centralnej części miasta.
Osiedle obejmuje tereny na wschód od Kamiennej, prekursora obecnego miasta, w rejonie ulicy Pięknej.

## Zasięg terytorialny
Osiedle obejmuje następujące ulice: Bazaltowa; Wincentego Bilskiego; Bobowskich; Bursztynowa; Gołębia; Granitowa; Jaskółcza; Jastrzębia; Kanarkowa; Krucza; Krzemowa; 1 Maja od nr 134 do nr 240 (parzyste ) i od nr 99 do nr 107 (nieparzyste); 3 Maja od nr 130 do końca (parzyste) i od nr 195 do końca (nieparzyste); Piękna od nr 2 do 16 ( parzyste) i od nr 1 do
skrzyżowania z linią kolejową (nieparzyste); Marmurowa; Organizacji Orzeł Biały; Ptasia; Skowronkowa; Słowikowa; Spacerowa od nr 32 do końca (parzyste) i od nr 31 do końca (nieparzyste); Szarych Szeregów; Szmaragdowa; Witwickich; Wschodnia ; Żurawia; (nieparzyste).